# Перенос столицы России из Петрограда в Москву
Перенос столицы России из Петрограда в Москву 12 марта 1918 года стал последним переносом столицы в истории современной России. Был инициирован новым большевистским правительством по ряду социальных и геополитических причин, тесно переплетённых друг с другом. Перенос столицы произошёл на основе «Извещения о переезде в Москву», которое подписал 12 марта 1918 г. Владимир Бонч-Бруевич и затем подтвердил 30 декабря 1922 г. 1-й Всесоюзный съезд Советов. Таким образом, когда был образован СССР, Москва стала столицей советского государства.

## История
Несмотря на то, что Петроград стал «колыбелью революции», именно здесь была высока возможность начала контрреволюционного движения.  Большевики пришли к власти в Петрограде гораздо легче, чем в Москве. В Москве в течение как минимум нескольких дней шли ожесточённые бои между сторонниками старой и новой власти, жертвами которых стали более 200 человек.
На взятие власти большевиками служащие государственных учреждений ответили бойкотом (см. бойкот Советского правительства госслужащими). Транспортный кризис, начавшийся ещё в середине Первой мировой войны и обострившийся к 1917 году, не был преодолён. Проблема с подвозом продовольствия, послужившая прологом Февральской революции, зимой 1917-18 гг. грозила повториться вновь. Гарантированный бесплатный хлебный паёк, выдававшийся на некоторых предприятиях, сократился до 120 г в день. На этом фоне усилия, которые М. И. Калинин предпринимал для улучшения положения, не могли предотвратить возможные рецидивы разгула анархии, так как их предпосылки лежали далеко за пределами его компетенции как главы гражданской администрации города (ещё в августе 1917 года Калинин стал гласным Петроградской городской думы, а в ноябре 1917 года дума избрала его городским головой).
За развитием ситуации в Петрограде внимательно следили как официальные (послы и консулы, корреспонденты СМИ), так и нелегальные представители и информаторы зарубежных держав. Этим также стремились воспользоваться иностранные интервенты эпохи Гражданской войны и революции и все давние конкуренты Российской империи, в первую очередь Германия. В отличие от Москвы, расположенной в глубине континентальной России, Петроград был гораздо более уязвим, так как был доступен с моря и располагался в непосредственной близости от Прибалтики.
После окончательного предоставления независимости Финляндии (одобренного ещё Временным правительством и подтверждённого Лениным) новая государственная граница с бывшей автономией прошла всего в 35 км от Петрограда. Германские войска подошли к Пскову и Нарве.
Особое беспокойство доставляли многочисленные дезертиры (не только солдаты, но и офицеры) и разного рода гражданские беженцы. Самой криминогенной категорией оказались матросы из числа недавно мобилизованных. Как представители крестьянской среды, из которой было рекрутировано большинство из них, они склонялись к эсерам, однако подавляющее большинство матросов было беспартийным, и притом готовым выступить на стороне не только любой политической силы, но и стихийно возникающих криминальных группировок, в составе которых некоторые из них встали на путь бандитизма и разбоя. Повсюду множились бунты и заговоры. Петроград стал идеальным местом для разного рода иностранных шпионов и внутренних политических провокаторов. В Москве тоже было достаточно криминала, но город этот не был ни прифронтовым, ни армейским и не флотским, и поэтому социальная база преступности здесь была преимущественно крестьянско-купеческой, ремесленной, спекулянтской.

## Германское наступление
К февралю 1918 года зашли в тупик переговоры советской стороны с Германией (см. Брестский мир). 18 февраля Германия перешла в наступление по всему фронту, вскоре заняв Двинск, а к концу февраля — Нарву. 24 февраля Ленин телеграфировал свое согласие на все условия Германии. В тот же день силы генерал-майора Хофмана заняли Псков. 26 февраля Ленин издал секретный приказ о переезде правительства в Москву.

## Переезд
Иногда инициатива переноса столицы в Москву связывается с именем Владимира Дмитриевича Бонч-Бруевича, хотя в своих мемуарах он выступает только как технический организатор и координатор этого мероприятия по своей должности управляющего делами Совнаркома. Не последнюю роль в мотивации этого мероприятия сыграл его родной брат, генерал Михаил Дмитриевич Бонч-Бруевич, на тот момент — руководитель Высшего военного совета республики. Однако ни одна из этих или других персон из правительства Советской России, ни даже лично Ленин не могут претендовать на то, чтобы быть названными инициаторами уже в силу коллегиальности руководства при отсутствии на тот момент какого-либо авторитаризма среди большевиков.
Решение о переносе столицы было принято Совнаркомом 26 февраля. В первую очередь были эвакуированы Экспедиция заготовления государственных бумаг, золотой запас, иностранные посольства (в частности, посольство США эвакуировалось в Вологду).
Сама идея эвакуации из Петрограда правительственных учреждений не являлась изобретением большевиков. Различные проекты так называемой «разгрузки» столицы рассматривались ещё царским правительством в 1915—1916 годах и предусматривали эвакуацию разросшегося гарнизона, беженцев, части правительственных учреждений, некоторых оборонных заводов. Ни один из этих проектов реализован так и не был; массовая эвакуация была заведомо не по силам для железных дорог, и так перегруженных военными перевозками.
Между тем принятие решения о переносе столицы наглядно свидетельствовало о прагматизме большевиков. Всего лишь несколькими месяцами ранее, когда правительство Керенского в аналогичных условиях начало планировать «разгрузку» Петрограда, большевики во главе с председателем Петросовета Троцким Л. Д. резко раскритиковали эти планы как показывающие намерение «буржуазии» «сдать красный Питер немцам»; 6 октября 1917 года пробольшевистская солдатская секция Петросовета назвала планы эвакуации Временного правительства в Москву «дезертирством с ответственного боевого поста».
Меньшевики и некоторые представители будущей внутрипартийной оппозиции внутри ВКП(б) демагогически акцентировали внимание на том, что, перенося правительство в Кремль, большевики «бросают штаб революции — Смольный». Основным противником переноса стал председатель Петросовета Г. Е. Зиновьев. Понимая, что с переносом столицы из Петрограда его личное влияние внутри партии уменьшится, а главы московских коммунистов Каменева и других революционеров, связанных с Москвой, возрастёт, Зиновьев даже предложил провести эвакуацию не в Москву, а в Нижний Новгород. Это предложение не было принято. Мнение Совнаркома в пользу переезда, и именно в Москву, окончательно сложилось после выступления на заседании 26 февраля военного руководителя Высшего военного совета М. Д. Бонч-Бруевича (родной брат В. Д. Бонч-Бруевича, управляющего делами СНК): бывший царский генерал решительно высказался в пользу эвакуации.
Сохраняя режим конспирации, 1 марта президиум ВЦИК заявил, что «слухи» об эвакуации правительственных учреждений являются беспочвенными. Между тем подготовка к эвакуации уже началась. Зиновьев в конце февраля выехал в Москву для подготовки переезда и вернулся обратно только 4 марта.
Параллельно была пущена дезинформация о якобы переезде правительства в Нижний Новгород. Бонч-Бруевич лично сообщил эту дезинформацию Викжелю; впоследствии на показательных процессах над эсерами появилась информация о том, что эсеры предположительно планировали осуществить теракт на путях следования правительственных составов, однако были сбиты с толку противоречивыми сообщениями.
О переносе правительства в Москву Совнарком сообщил только 7 марта.
Переезд вызвал некоторые накладки. Так, ВЧК вывезла в Москву не только свой архив, но и оперативные документы. В жалобе на Дзержинского, инициированной Зиновьевым через Петроградское бюро РСДРП(б), писалось: «бумаги он вывез, следователей вывез, а подсудимых оставил». Через неделю после этого ВЧК образовала особую комиссию «для выяснения дел, которые должны быть продолжены следствием в Контрреволюционном Отделе, и определения состава тех из арестованных, кои должны быть по этим делам переведены из Петрограда в Москву».
Основным организатором переезда стал управделами Совнаркома Бонч-Бруевич. В своих мемуарах он признавал, что целиком утаить факт переезда было невозможно, и главная его задача состояла в отвлечении внимания от состава с Лениным. В этих целях в дни подготовки эвакуации правительства с Николаевского вокзала было отправлено несколько поездов с делегатами, ехавшими также в Москву на Съезд Советов. В один из них демонстративно зашёл с платформы председатель ВЦИК Свердлов, но затем незаметно вышел из вагона на другую сторону.

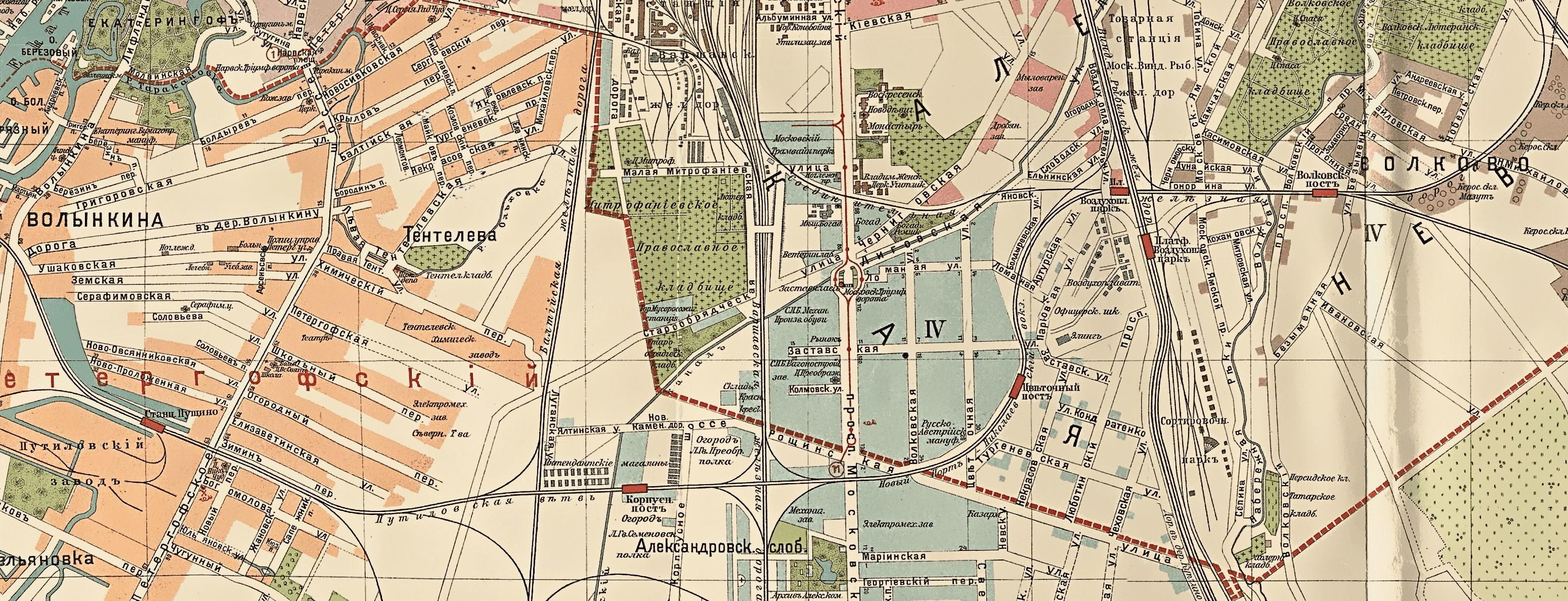
Цветочный пост Путиловской ветви в системе путей петербургского железнодорожного узла на карте 1912 года

Настоящий же правительственный поезд, получивший № 4001, отправился 10 марта 1918 года не с вокзала, а с остановочного пункта Цветочный пост (ныне Цветочная) — товарной станции вне сети маршрутов пассажирских железнодорожных перевозок, на соединительной ветви Николаевского вокзала, ведущей в Новый порт. Географически это место относилось к Московско-Нарвскому району, находясь в 350 саженях (около 750 метров) от Московского шоссе.
Переезд был детально продуман Бонч-Бруевичем. Из соображений безопасности свет в купе не зажигался, и окна пассажирских вагонов были плотно зашторены. Идущее от Цветочного поста ответвление к Детскосельскому вокзалу позволяло при необходимости вывести поезд на линию Московско-Виндаво-Рыбинской железной дороги. Этого не потребовалось, и поезд проследовал под мост, построенный ещё для Царскосельской железной дороги, в направлении Волковского поста. Проехав недалеко от Волковского кладбища, на котором, по совпадению, за полтора года до этого была похоронена его мать, Ленин и члены правительства взяли курс на Москву.
Специальный состав провели поочерёдно 4 курьерских паровоза серии С. В частности, на участке Бологое — Тверь поезд вёл С325, а на участке Тверь — Москва — С245. Вместе с Лениным под охраной латышских стрелков ехали члены СНК и ВЦИК, ЦК правящих партий.
При остановке на станции Малая Вишера состав попал в поле зрения враждебно настроенных вооружённых матросов, чей состав находился на соседнем пути. Их «анархистский поезд» был разоружён с помощью латышских стрелков.
11 марта спецпоезд прибыл в Москву. 12 марта 1918 года Троцкий от имени ВРК при Петросовете опубликовал в «Известиях ВЦИК» следующее правительственное сообщение:

…Совет Народных Комиссаров и Центральный Исполнительный Комитет выехали в Москву на Всероссийский Съезд Советов. Уже сейчас можно почти с полной уверенностью сказать, что на этом Съезде будет решено перенести столицу из Петрограда в Москву. Этого требуют интересы всей страны. Германские империалисты, навязавшие нам свой аннексионистский мир, остаются смертельными врагами Советской власти. Сейчас они открывают поход против революционной Финляндии. При этих условиях Совету Народных Комиссаров невозможно дольше оставаться и работать в Петрограде, в расстоянии двухдневного перехода от расположения германских войск.
…Граждане! Если вы спокойно взвесите указанные обстоятельства, то вы поймете, что с перенесением столицы военная безопасность Петрограда чрезвычайно возрастает. Для какой бы то ни было паники не может быть и не должно быть места. Незачем говорить, что и после временного перенесения столицы Петроград остается первым городом российской революции. Все меры, какие необходимы для его внешней и внутренней безопасности и продовольствия его населения, принимаются со всей энергией. На Революционный Комиссариат возложена обязанность охранения в Петрограде Советской власти и революционного порядка. Эта задача будет выполнена до конца…

16 марта перенос столицы был окончательно узаконен IV Съездом Советов.
Меньшевистская газета «Новая жизнь» 9 марта так прокомментировала события:

Что такое Москва? — провинциальный город с двухмиллионным населением, живущий своей жизнью, куда явятся тысячи пришельцев из Петрограда, чтобы править не только Москвой, но и всей Россией. …
Всякий, кто знает Москву, с трудом представит себе сочетание Тверской и народного комиссара Троцкого, Спасских ворот, где снимают шапки и Зиновьева, московское купечество и мещанство, насквозь пропитанное истинно-русским духом и интернационалистический Ц. И. К. Что из этого выйдет, скоро увидим. …

## Последствия. Петроградская трудовая коммуна
Недовольный потерей столичного статуса Зиновьев немедленно после переезда переименовал Петросовет в так называемую Петроградскую трудовую коммуну. Исполком Совета при этом был переформатирован в «Совет комиссаров», а его отделы — в комиссариаты.
Уже 29 апреля решением I Съезда Советов Северной области новый орган власти был, в свою очередь, переформирован в Союз коммун Северной области, объединявшей шесть губерний Северо-Запада. Исполнительный орган Союза коммун также, как и центральное правительство, именовался «Совнаркомом», что обозначало претензию на сохранявшуюся особую роль Петрограда.

### Комментарии
1. ↑  Псков расположен в 250 км к северо-западу от Петрограда и соединен с последним прямой железнодорожной линией.
2. ↑  Канадский историк-русист Роберт Джеллейтли называет отъезд совнаркома в Москву позорным (англ. ignominious)[4].
3. ↑  В первом составе следовали Ленин с женой и сестрой, поэт Ефим Придворов (Демьян Бедный), Свердлов, Сталин и Дзержинский[7].
4. ↑  Члены ВЦИК и другие лица, причастные к правительству ехали в двух дополнительных составах, при этом пассажиры не знали о существовании первого поезда, в котором следовал Ленин и его ближайшее окружение[7]
5. ↑  Бонч-Бруевич сообщил московскому Совету о существовании спецпоезда, только когда состав приблизился к Москве на расстояние нескольких перегонов[7]